# پرواز شماره ۹۳ خطوط هوایی یونایتد
پرواز شماره ۹۳ خطوط هوایی یونایتد (انگلیسی: United Airlines Flight 93) یک پرواز برنامه‌ریزی شده بود که توسط چهار تروریست القاعده به عنوان بخشی از حملات ۱۱ سپتامبر اقدام به ربودن هواپیمای مسافربری کردند. اما بدنبال تلاش مسافران و خدمه و درگیری‌ای که برای به دست آوردن کنترل هواپیما صورت گرفت، این هواپیما در میدانی در شهرستان سامرست پنسیلوانیا سقوط کرد.

## فیلم
فیلمی به همین نام ساخته شد و یونایتد ۹۳ نام دارد

## تلفات
در این پرواز تمام ۴۴ نفر سرنشین هواپیما منجمله چهار تن از ربایندگان کشته شدند، و هیچ‌کس زنده نماند.

## شرح واقعه
پرواز شماره ۹۳ خطوط هوایی یونایتد ایرلاینز یک هواپیمای بوئینگ ۷۵۷ مدل۲۲۲ بود که روزانه از فرودگاه بین‌المللی نیوآرک، نیوجرسی به فرودگاه بین‌المللی سان فرانسیسکو، کالیفرنیا پرواز داشت.
هواپیماربایان حدوداً ۴۶ دقیقه پس از شروع پرواز کابین خلبان هواپیما را مورد حمله قرار دادند. خلبان و کمک خلبان با غیرفعال کردن خلبان خودکار اقدام به جلوگیری از ربوده شدن هواپیما کردند. با این حال، زیاد جراح (۲۶ ساله) لبنانی که به عنوان یک خلبان آموزش دیده بود کنترل هواپیما را به دست گرفت و آن را به سمت ساحل شرقی به سمت و اشینتگتن دی سی هدایت کرد. خالد شیخ محمد و رمزی بن الشبح بعدها ادعا کردند هدف این هواپیما کاخ کنگره آمریکا بوده‌است
پس از اینکه هواپیماربایان کنترل هواپیما را به دست گرفتند، چندین مسافر و خدمه پرواز از طریق تماس تلفنی مطلع شدند که حملات انتحاری دیگری توسط هواپیماهای ربوده شده در مرکز تجارت جهانی شهر نیویورک و پنتاگون در شهرستان آرلینگتون ویرجینیا صورت گرفته‌است. بدنبال آن بسیاری از مسافران تلاش می‌کنند تا کنترل هواپیما را از دست هواپیماربایان خارج کرده، کنترل را به دست بگیرند. در میان این درگیری، هواپیما پیش از آنکه هواپیماربایان بتوانند آن را به سوی هدف مورد نظر هدایت کنند، در مزرعه‌ای در شنکسویل در ایالت پنسیلوانیا سقوط کرد.
محل سقوط هواپیما میدانی در نزدیکی یک معدن بازسازی شده در شهر استونی‌کریک، و دریاچه سرخ‌پوستان در شرق شنکسویل، بود که حدود ۶۵ مایلی (۱۰۵ کیلومتری) جنوب شرقی پیتسبورگ و ۱۳۰ مایلی (۲۱۰ کیلومتری) شمال غربی واشینگتن قرار دارد. چند نفر شاهد به زمین‌خوردن هواپیما بودند و خبرگزاری‌ها در عرض یک ساعت گزارش این رویداد را گزارش کردند.

### درگیری در کابین خلبان
بر اساس گزارش‌ها، برخی از مسافران از طریق تلفن‌های همراه خود با بستگانشان تماس گرفته و به آنها گفته‌اند که می‌خواهند با هواپیماربایان درگیر شوند. مأموران تحقیق می‌گویند صدای ضبط شده در کابین خلبان نشان می‌دهد که سه مسافر با هواپیماربایان درگیر شده بودند، اما نتوانسته‌اند کنترل هواپیما را حفظ کنند. در نوار ضبط شده که از تلویزیون ای.بی. سی پخش شد، یک رشته مکالمات معمول بین کابین خلبان و مأموران برج مراقبت شنیده می‌شود که صدای درگیری و نزاع و فریاد آن را قطع می‌کند. در نوار صدا به لهجه آمریکایی شنیده می‌شود که می‌گوید «از اینجا برو بیرون». پس از آن، صدای یکی از هواپیمارباها شنیده می‌شود که به مسافران می‌گوید همچنان برجایشان بنشینند و ادامه می‌دهد که در هواپیما یک بمب وجود دارد. سپس، یک هواپیماربای دیگر همین مطلب را در بلندگو به مسافران اعلام می‌کند: «سلام. این صدای خلبان است. از همه شما می‌خواهم که صندلی‌هایتان را ترک نکنید. در هواپیما یک بمب است و ما همه می‌خواهیم تلاش کنیم و خواسته‌هایمان را …»، در این لحظه، مأمور برج مراقبت در فرودگاه کلیولند از یک هواپیمای دیگر که در همان نزدیکی پرواز می‌کند، می‌پرسد آیا مطلب را درست شنیده‌است یا نه. او می‌پرسد: «پیام را فهمیدی؟» هواپیمای دیگر جواب می‌دهد: «بله. او گفت که در هواپیما یک بمب است.» مأمور برج مراقبت آنگاه می‌پرسد: «یونایتد ۹۳، لطفاً جواب بده، اینجا مرکز، پیام را می‌شنود؟» این مأمور بیش از ۲۰ بار تلاش می‌کند که با هواپیمای ربوده شده تماس بگیرد، اما موفق نمی‌شود.
از چهار هواپیمای ربوده شده در تاریخ ۱۱ سپتامبر شامل پرواز شماره ۱۱ خطوط هوایی آمریکن، پرواز شماره ۱۷۵ خطوط هوایی یونایتد ایرلاینز و پرواز شماره ۷۷ خطوط هوایی آمریکن به اهداف خود رسیدند و تنها پرواز شماره ۹۳ خطوط هوایی یونایتد ایرلاینز تنها هواپیمایی بود که به هدف مورد نظر هواپیماربایان نرسیده بود. دیک چنی، معاون رئیس‌جمهور، در مرکز عملیات اضطراری ریاست جمهوری در عمق زیرزمین کاخ سفید، تنها اجازه ساقط کردن پرواز شماره ۹۳ را صادر کرد، اما با توجه به سانحه تصادف، بعداً اظهار داشت: «من فکر می‌کنم تنها یک عمل قهرمانانه در این هواپیما انجام گرفته‌است.»

## یادبود
یک بنای یادبود موقت در نزدیکی محل سقوط پس از حملات ۱۱ سپتامبر ایجاد شد. همچنین یک کنسرت در یادبود ملی پرواز شماره ۹۳ در تاریخ ۱۰ سپتامبر ۲۰۱۱ برگزار شد و چهار سال بعد یک مرکز یادبود دائم بتونی و شیشه ای بر روی یک تپه مشرف به محل حادثه برای بازدید عموم گشایش یافت.